# Metal nativo

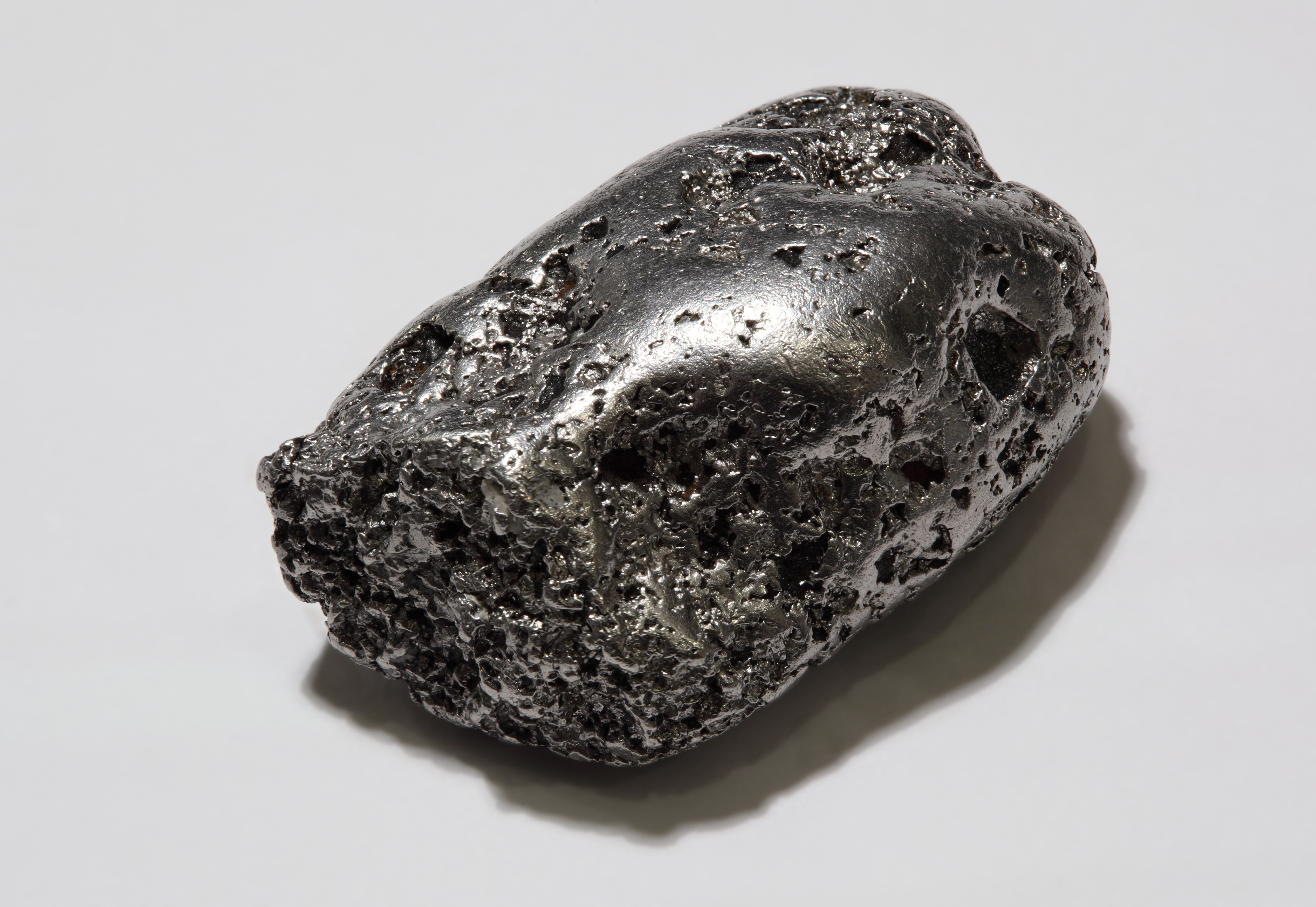
Kondyor Mine krai de Jabárovsk: pepita de platino

Se denomina metal nativo a cualquier metal que se encuentra en su forma metálica (sin ningún tipo de mena) ya sea puro o como una aleación en la naturaleza. Los metales que se pueden encontrar como depósitos nativos individualmente y / o en aleaciones y de zinc, así como dos grupos de metales: el grupo de oro, y el grupo del platino. El grupo de oro consiste en oro, cobre, plomo, aluminio, mercurio y plata. El grupo del platino consiste en platino, iridio, osmio, paladio, rodio y rutenio. Entre las aleaciones que se encuentran en estado nativo han sido latón, bronce y amalgamas de plata-mercurio y oro-mercurio.
Sólo el oro, la plata, el cobre y los metales del platino se producen en la naturaleza en grandes cantidades. En escalas de tiempo geológicas, muy pocos metales pueden resistir los procesos de meteorización naturales como la oxidación, por lo general, sólo los metales menos reactivos como el oro y el platino se encuentran los metales nativos. Los otros se producen por lo general como bolsas aisladas donde un proceso químico natural reduce un compuesto común o de mineral del metal, dejando el metal puro como pequeños copos o inclusiones.
Los elementos no-metálicos que se producen en el estado nativo incluyen carbono y azufre. El silicio, un semi-metal, se ha encontrado en el estado nativo en raras ocasiones como pequeñas inclusiones en oro.

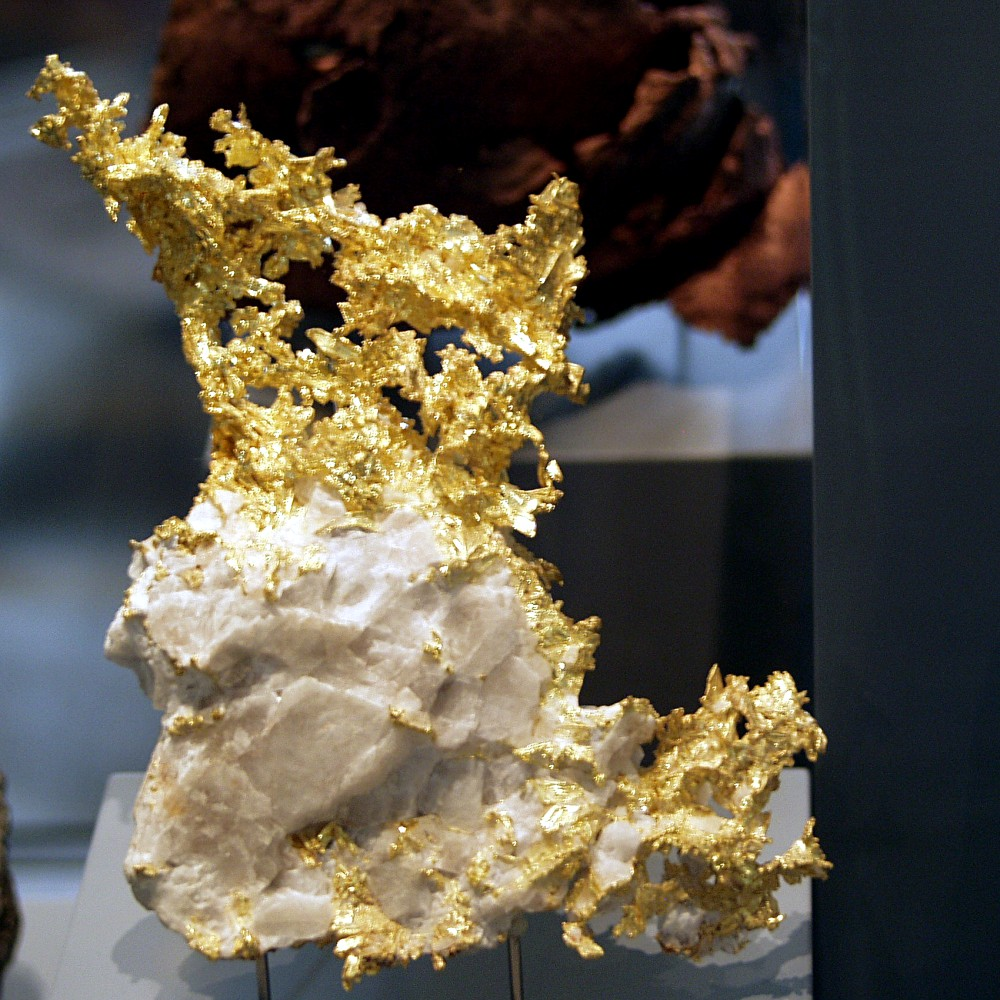
Oro nativo parcialmente embebido en ganga de cuarzo

El único acceso a los metales del hombre prehistórico era a través de los metales nativos, ya que el proceso de extracción de metales de sus minerales, fundición, se piensa que no fue descubierto hasta alrededor del 6500 a. C. Sin embargo, sólo podrían encontrar en cantidades relativamente pequeñas, por lo que no podrían ser utilizados ampliamente. Así, mientras que el cobre y el hierro eran conocidos mucho antes de la Edad del Cobre y la del Hierro, no tendría un gran impacto en la humanidad hasta que la tecnología les permitiera obtenerlos de sus minerales, y por lo tanto aparecer la producción en masa

## Metales

### Oro
El oro es el más conocido de los metales nativos. El oro extraído es casi siempre retratado como pepitas sólido o venas. En efecto, la mayor parte del oro se extrae como metal nativo y se puede encontrar como venas o alambres de oro en una matriz de la roca, o granos finos de oro, mezclado con sedimentos o unido dentro de la roca. La imagen icónica de la minería de oro para muchos es el lavado de oro, que es un método de separación de pepitas de oro puro a partir de sedimentos de los ríos debido a su gran densidad.

### Plata

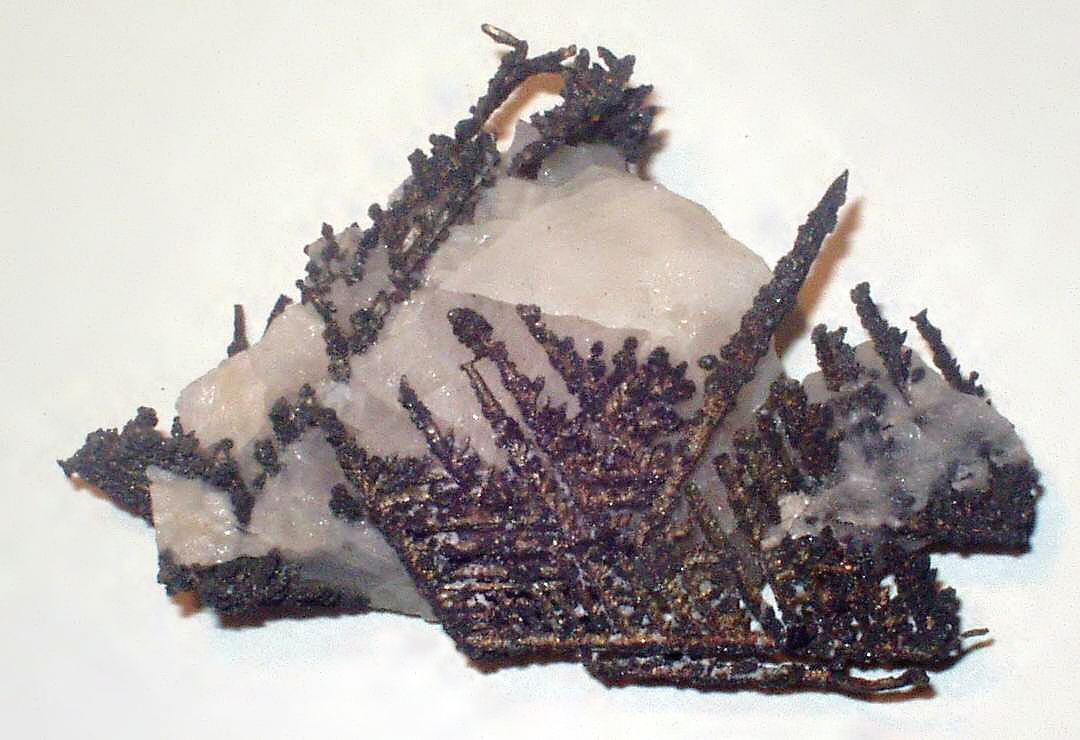
Plata en una matriz de cuarzo (5 x 3 cm)

La plata nativa se produce en forma de raros cristales cúbicos, octaédricos o dodecaedro. Es más comúnmente como alargados alambres de plata dendríticas o como revestimientos o masivos. Puede ocurrir aleado con el oro como el electro. Normalmente se produce con sulfuros de plata y sulfosales. Varias amalgamas de mercurio con plata u otros metales aparecen ocasionalmente como minerales en la naturaleza. Un ejemplo es el mineral eugenita (Ag 11 Hg2 ) y formas semejantes.

### Cobre

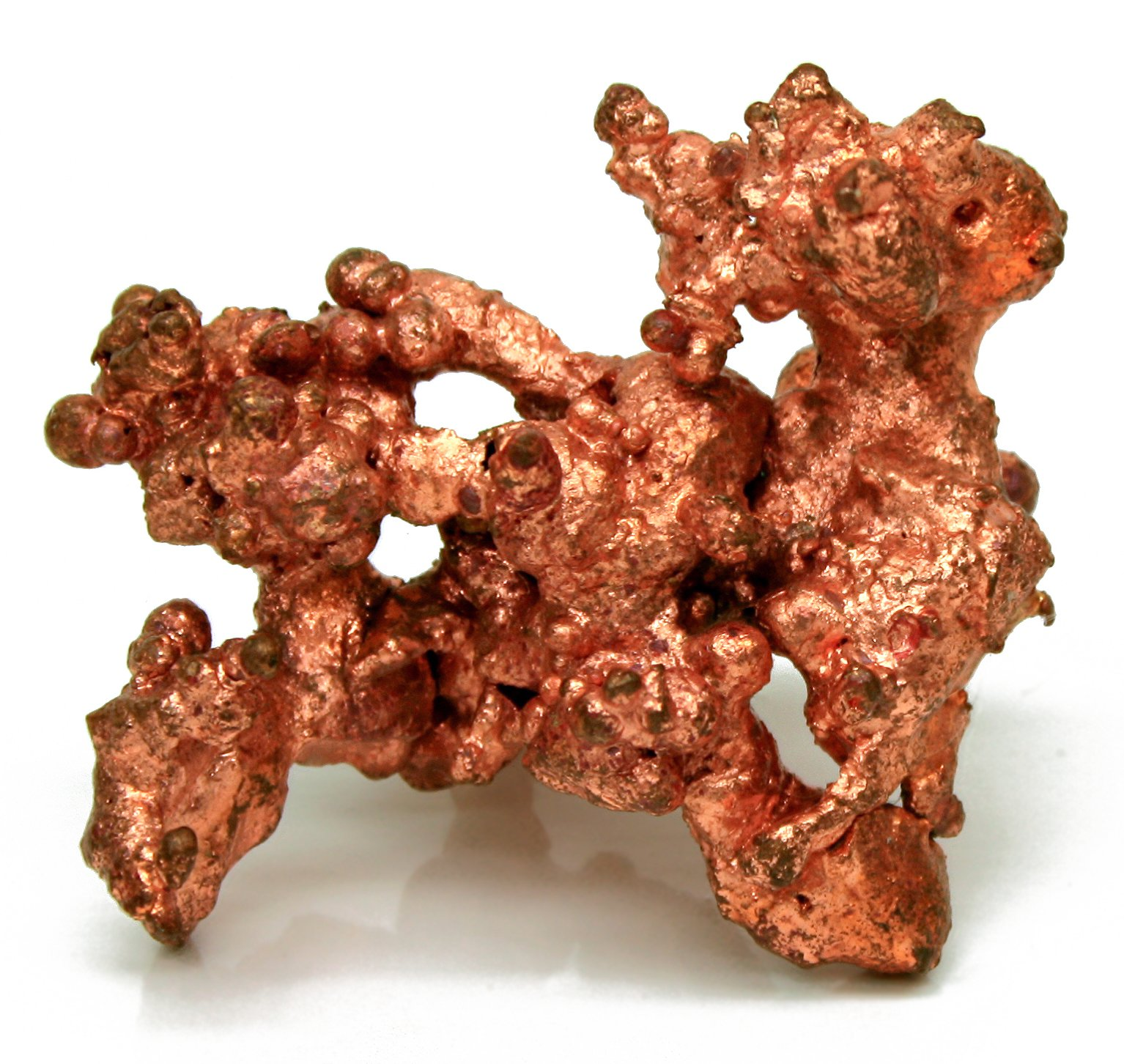
Cobre nativo

El cobre nativo ha sido históricamente explotado como fuente inicial del metal. El término complejo de cobre antiguo se utiliza para describir una antigua civilización norteamericana que utiliza depósitos de cobre nativo en busca de armas, herramientas y objetos de decoración. Esta sociedad existió alrededor del Lago Superior, en donde se encontraron con las fuentes de cobre nativo y les extraen entre 6000 y 3000 antes de Cristo. El cobre habría sido de especial utilidad para el hombre antiguo, ya que era mucho más fuerte que el oro, lo suficiente para ser convertido en útiles elementos como anzuelos y herramientas para trabajar la madera, pero todavía lo suficientemente suaves para ser moldeado fácilmente, a diferencia de hierro meteórico.
Los mismos yacimientos de cobre nativo en la Península de Keweenaw y èn la isla Royale posteriormente fueron explotados comercialmente. Desde 1845 hasta 1887, el Michigan Copper Country fue el principal productor de cobre en los Estados Unidos. Masas de cobre nativo de cientos de toneladas se encuentran a veces en las minas.
Por lo tanto el Cobre es el metal más caro del mundo.

### Grupo platino
Aleaciones naturales de los metales del grupo del platino incluyen: nativo de osmio (Os, Ir, Ru), rutheniridosmine (Ir, Os, Ru), rutenio (Ru, Ir), paladio (Pd, Pt), el platino Pt y rodio (Rh, Pt). Además de oro, el cobre y el hierro se producen en estas aleaciones.

### Hierro, níquel y cobalto

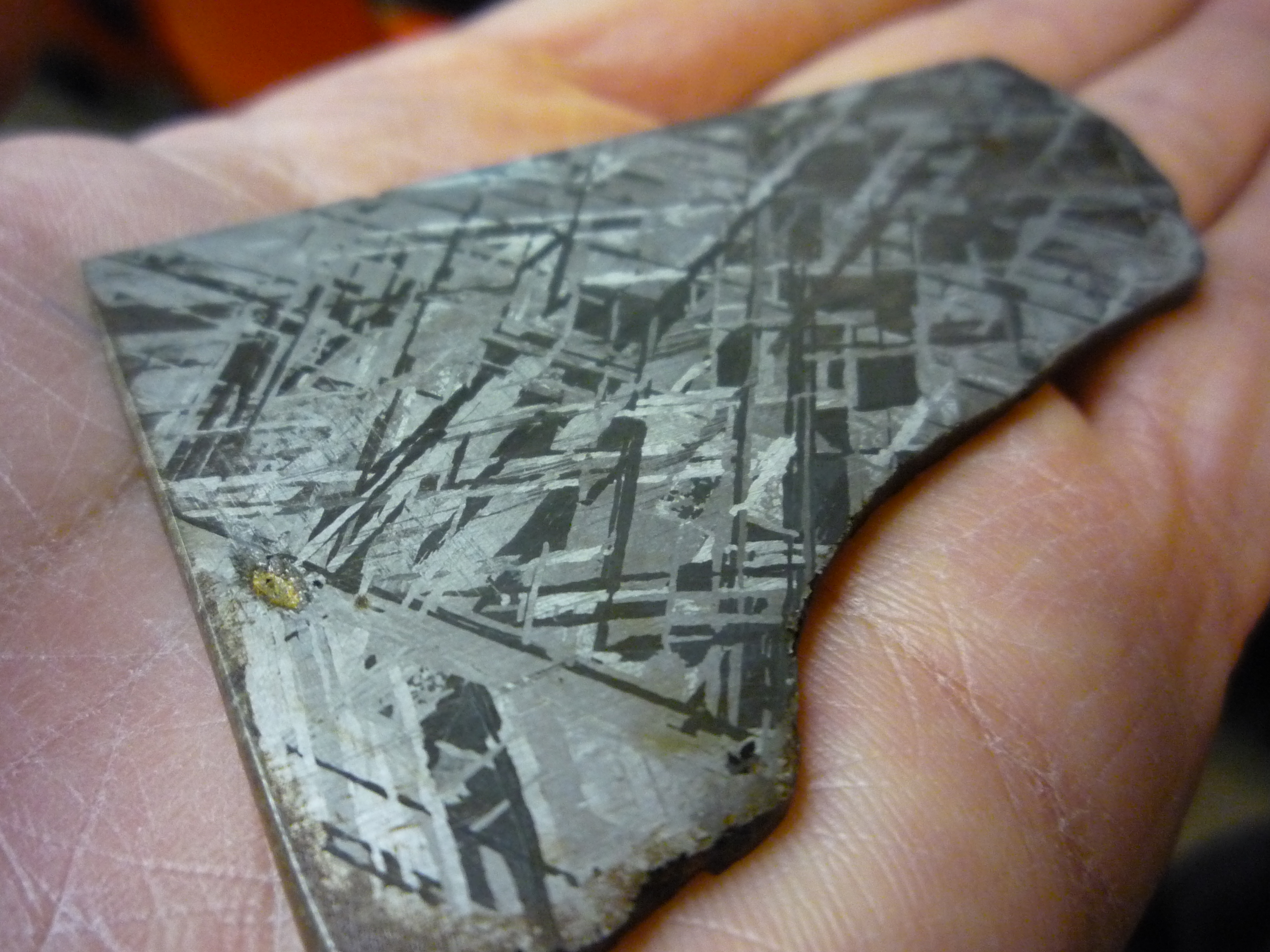
Ferroníquel de meteorito

La mayor parte del hierro nativo en la Tierra está presente en el núcleo del planeta, debido a que los metales más pesados se hundieron cuando este aún ardía al principio de su formación hace miles de millones de años, fuera de este no es "nativo" en el sentido tradicional de la tierra. Se trata principalmente de los meteoritos de hierro-níquel que se formaron hace millones de años, pero fueron preservados de ataque químico por el vacío del espacio, y cayeron a la tierra hace un tiempo relativamente corto. Los meteoritos metálicos se componen principalmente de las aleaciones de hierro-níquel: taenita (alto contenido de níquel) y kamacita (bajo contenido de níquel). Sin embargo, hay unas pocas zonas en el mundo donde se puede encontrar hierro auténticamente nativo.
El níquel nativo al igual que el hierro se encuentra en su mayoría en el núcleo de la Tierra incluyendo el iridio y el osmio que formaron una aleación. Se ha descrito en serpentinita debido a alteraciones hidrotermales de rocas ultramáficas en Nueva Caledonia y en otros lugares.
Se ha encontrado cobalto metálico en la mina canadiense Lorraine, región Cobalt-Gowganda, el Distrito Timiskaming, Ontario, Canadá, y en el yacimiento de oro Aidyrlya en el Óblast de Oremburgo al sur de los Urales.

### Otros
Todos los demás metales nativos sólo se producen en pequeñas cantidades o se encuentran en regiones geológicamente especiales. Por ejemplo cadmio metálico se encuentra sólo en dos lugares, uno es la cuenca del río Vilyuy en Siberia. Molibdeno nativo de se ha encontrado en un regolito lunar y en el volcán Koryaksky en el óblast de Kamchatka de Rusia. En otras partes de esta región se han encontrado indio, aluminio, tántalo, selenio, telurio y otros metales en forma nativa. El plomo nativo es bastante raro, pero un poco más amplia, como es el estaño, mercurio, arsénico, antimonio, bismuto y algunos otros.
Se han encontrado pequeños granos de cromo nativo en Sichuan, China.